# 고정숙
고정숙(1954년 5월 23일 ~ 2016년 10월 31일)은 대한민국의 가수로 바니걸스 멤버였고, 2016년 암으로 세상을 떠났다. 쌍둥이 여동생 고재숙도 바니걸스 멤버였다.

## 학력
- 국립전통예술고등학교 (졸업)